# Schaalhoogte
In verschillende wetenschappelijke contexten is de schaalhoogte de afstand waarover een grootheid afneemt met een factor e (ongeveer 2,71828, de basis van de natuurlijke logaritme). Het wordt meestal aangeduid met de hoofdletter H. 

## Schaalhoogte gebruikt in een simpel model van atmosferische druk
In de context van een atmosfeer, is de schaalhoogte de verticale afstand waarover de druk van de atmosfeer met een factor e verandert (het neemt af met toenemende hoogte). Voor een constante temperatuur en relatieve concentratie van gassen blijft de schaalhoogte constant. Het kan uitgerekend worden door: 
{\displaystyle H={\frac {kT}{Mg}}}
Of equivalent
{\displaystyle H={\frac {RT}{mg}}}
waar:
- k = constante van Boltzmann = 1.38 x 10−23 J·K−1
- R = universele gasconstante
- T = gemiddelde temperatuur van de atmosfeer in kelvin = 250 K van de Aarde
- M = gemiddelde massa van een molecuul (in kg)
- m = gemiddelde molaire massa van droge lucht (in kg/mol)
- g = zwaartekrachtsversnelling op het oppervlak van de planeet (m/s²)

De druk (kracht per oppervlakte) op een gegeven hoogte is een resultaat van het gewicht van de overliggende atmosfeer. Als op een bepaalde hoogte z de dichtheid van de atmosfeer ρ is, en de druk P, dan zal de druk afnemen met een hoeveelheid dP wanneer een infinitisimaal kleine hoogte dz omhoog gegaan wordt, gelijk aan het gewicht van het laagje van de atmosfeer van dikte dz. Dus:
Dus:
{\displaystyle {\frac {dP}{dz}}=-g\rho }
Voor een kleine  dz kan men aannemen dat g constant is. Het minteken geeft aan dat wanneer de hoogte toeneemt, de druk zal afnemen. Gebruikmakend van de toestandsvergelijking voor een ideaal gas met gemiddelde moleculaire massa M op temperature T, kan de dichtheid uitgedrukt worden als: 
{\displaystyle \rho ={\frac {MP}{kT}}}
Deze twee vergelijkingen combinerend krijgt men
{\displaystyle {\frac {dP}{P}}={\frac {-dz}{\frac {kT}{Mg}}}}
wat dan weer samengevoegd kan worden met de vergelijking voor H die bovenaan gegeven is. 
{\displaystyle {\frac {dP}{P}}=-{\frac {dz}{H}}}
welke niet zal veranderen als de temperatuur constant blijft. Wanneer men bovenstaande integreert en aanneemt dat op z=0 de druk gelijk is aan P0, kan men de druk als functie van de hoogte beschrijven.  
{\displaystyle P=P_{0}\exp \left(-{\frac {z}{H}}\right)}
- Merk op dat de relatieve concentratie van stoffen boven de 100 km, in de heterosfeer niet constant is en de schaalhoogte dan ook afhankelijke van welke atoom bekeken wordt.

## Voorbeelden op planeten in het zonnestelsel
Schattingen van de schaalhoogte op verschillende planeten door NASA. 
- Venus: 15.9 km
- Aarde: 8.5 km
- Mars: 11.1 km
- Jupiter: 27 km
- Saturnus: 59.5 km
  - Titan: 40 km
- Uranus: 27.7 km
- Neptunus: 19.1–20.3 km